# Ditylus quadricollis
Ditylus quadricollis es una especie de coleóptero de la familia Oedemeridae.

## Distribución y hábitat
Habita en Estados Unidos. Se lo encuentra bajo maderas muertas en zonas boscosas, también en flores. Se reproduce en troncos de Thuja plicata, Pseudotsuga taxifolia y Picea engelmani entre otras.